# Antrophyum giganteum
Antrophyum giganteum là một loài dương xỉ trong họ Pteridaceae. Loài này được Bory mô tả khoa học đầu tiên năm 1833.